# VY1
VY1 — японський жіночий вокал, розроблений YAMAHA Corporation і видана компанією Bplats, Inc. як «стандарт» Vocaloid'ського вокалу. Також «вона» має кодове ім'я «Mizki» (Мідзкі). Вперше була випущена на рушії Vocaloid 2, пізніше перевипущена на рушії Vocaloid 3, а на сьогоднішній день оновлена до Vocaloid 4.

## Розвиток
VY1 була створена як стандартний продукт Vocaloid, здатний показувати високі результати якості. Її назва «VY1» розшифровується як «Vocaloid Yamaha 1», а її кодове ім'я «Mizki» відноситься до назви квітки hanamizuki (з яп. «Дерен»). Її створення підтримав розвиток Мейко кілька років тому. Уперше вона була випущена у «Standard» і «Deluxe» версіях. У порівнянні з багатьма іншими вокалоїдами, у неї відсутній певний маскот, хоча з плином часу з'явився ряд концепцій, щоб показати окрему інтерпретацію якогось Vocaloid-продюсера.
Також у VY1 була перероблена японська версія вокальної бібліотеки (войсбанку) для рушії Vocaloid 2 без необхідності оновлення ядра, що в результаті поліпшило її продуктивність в порівнянні з попереднім японським вокалом.
VY1 була також використана для VOCALO Revolution, а огляд самого Вокалоїда транслювався в японському ефірі у січні 2011 року, де була використана як вокал для представленого маскота «Cul».

### Додаткове програмне забезпечення
Як він був створений, щоб голову продукти компанії YAMAHA, з тих пір було випущено кілька версій програмного забезпечення, так як в основному пропонуються голосові і більше релізів, ніж будь-який інший Вокальний програмного забезпечення.
Це був перший вокал випущений для iVocaloid, додатку для iOS, під назвою «VY1t» і пізніше перевипущений для VocaloWitter, також додаток для iOS.
Перші великі оновлення програмного забезпечення VY1 були після виходу рушія Vocaloid 3. Вона була одним із перших чотирьох продуктів, випущена 21 жовтня 2011 року, для нової рушії разом з Mew, SeeU і Megpoid V3. Пізніше у 2013 році, завдяки своєму успіху, вона була випущена як «VY1v3 SE» з останніми оновленнями для двигуна Vocaloid 3. Друге оновлення відбулося також пізніше у 2013 році до версії «VY1v3 neo», яка вийшла для Mac-версії програмного забезпечення.
За цей час вона вийшла у безкоштовній версії Vocaloid для iOS додатку Vocaloid first під назвою «VY1 lite». Це було скороченим варіантом її вокалу.
Друге велике оновлення її вокалу сталося 17 грудня 2014 з виходом VY1v4 для рушії Vocaloid 4. Вона була найпершим вокалом випущений для цього двигуна. Оновлення містило 3 новий додаткові войсбанки: «Normal» (Нормальний), «Soft» (М'який) і «Power» (Потужний), в той час як її оригінальний вокал був перевипущений під новою назвою «Natural» (Природний).
Вокал Mizki був також випущений для Мобільного Vocaloid Редактора на iOS, а «Lite» версія поставлялася як додаток до основного вокалу. Повна версія вокалу може бути завантажена серед вокалів, які пропонує сама програма.
Її вокал також був розроблений для «YAMAHA VOCALOID LSI „NSX-1“ на основі Singing Keyboard» під назвою «eVY1». Першим продуктом eVocaloid'а була «Pocket Miku» (Кишенькова Міку), хоча спочатку планувалось першим випустити чип eVY1, але це було змінено, тому що розробники порахували, що тільки голос Хацуне Міку відповідав потребам. Чип пішов на демонстрацію некомерційного продукту «Vocaloid Keyboard», клавітари з вбудованим eVocaloid-чипом.

## Відеоігри
VY1 з'явилася в грі «Vocadol» для iOS під своїм кодовим ім'ям «Mizki» разом з вокалоїдами Анон & Канон, Лілі, Аокі Ляпіс, Мерлі, Кул і Коконе.
Образ VY1 був також використаний у грі Vocalodama (яп. ボカロダマ) для iOS, яка була оснащена полегшеною версією Vocaloid-рушія.